# Fitti Schmitz
Peter „Fitti“ Schmitz (* 27. Juli 1907; † nach 1942) war ein deutscher Fußballspieler.
Peter, besser bekannt als Fitti Schmitz, spielte 21 Jahre als Mittelfeldspieler, später auch als Stürmer für die Werkself von Bayer 04 Leverkusen. Schmitz galt als robuster Spieler und guter Techniker mit großem Kämpferherzen, der von Seiten des Vereins als das „Herz des Bayer-Spiels“ bezeichnet wurde. Ende der 1920er und Anfang der 1930er Jahre spielten Leverkusens Fußballer ausschließlich in der dritten und vierten Liga, bis sie 1936 in die Bezirksklasse aufstiegen, damals die zweite Liga unter den 1933 neu geschaffenen Gauligen.  
Nach dem Karriereende war er auch noch für die alten Herren sowie im hohen Alter als Platzordner bei den Heimspielen für Bayer 04 aktiv.  